# Galatasaray Istanbul/Saison 1917/18
Die Saison 1917/18 von Galatasaray Istanbul war die 12. Saison in der Vereinsgeschichte und die 3. Saison in der İstanbul Cuma Ligi. Der Klub beendete die Saison auf dem 6. Platz.
Einige Spieler von Galatasaray Istanbul zogen in den Ersten Weltkrieg. Dadurch war Galatasaray nicht in der Lage, eine vollständige Mannschaft auf das Spielfeld zu führen. Zur gleichen Zeit befand sich am Hafen von Istanbul ein deutsches Schiff, Galatasaray nutzte diese Gelegenheit und verpflichtete einige Männer für die Mannschaft.
Die anderen Vereine waren dagegen und Galatasaray wurde aufgrund dessen für fünf Spiele zum Verlierer ernannt. 

## Personalien

### Kader
| Nat.                   | Name                |
| Torhüter               | Torhüter            |
| ---------------------- | ------------------- |
| Osmanisches Reich 1844 | Hachopulos          |
| Deutsches Reich        | Karl Tzöllner       |
| Abwehr                 |                     |
| Deutsches Reich        | Maier               |
| Osmanisches Reich 1844 | Mehmet              |
| Mittelfeld             |                     |
| Osmanisches Reich 1844 | Necip Şahin Erson   |
| Osmanisches Reich 1844 | Hikmet              |
| Osmanisches Reich 1844 | Kemal               |
| Osmanisches Reich 1844 | Ustrancalı Hüseyin  |
| Angriff                |                     |
| Osmanisches Reich 1844 | Adnan               |
| Osmanisches Reich 1844 | Suphi Batur         |
| Osmanisches Reich 1844 | Namık Canko         |
| Osmanisches Reich 1844 | Hüseyin Eden        |
| Osmanisches Reich 1844 | Sedat Ziya Kantoğlu |
| Osmanisches Reich 1844 | Sadi Karsan         |
| Osmanisches Reich 1844 | Fazıl Safi Köprülü  |
| Deutsches Reich        | Emil Oberle         |
| Osmanisches Reich 1844 | Yusuf Ziya Öniş     |
| Osmanisches Reich 1844 | Refik Osman Top     |
| Osmanisches Reich 1844 | İsmet Uluğ          |

## Saison
Alle Ergebnisse aus Sicht von Galatasaray Istanbul.
Die Tabelle listet alle İstanbul-Futbol-Ligi des Vereins der Saison 1917/18 auf. Siege sind grün, Unentschieden gelb und Niederlagen rot markiert.

### İstanbul Futbol Ligi
| ST | Datum             | Gegner                     | Ergebnis |
| -- | ----------------- | -------------------------- | -------- |
| 01 | 26. Oktober 1917  | Anadolu Hisarı İdman Yurdu | 2:0      |
| 02 | 23. November 1917 | Anadolu                    | 2:1      |
| 03 | 21. Dezember 1917 | Fenerbahçe Istanbul        | 3:2      |
| 04 | 25. Januar 1918   | Süleymaniye                | 1:3      |
| 05 | 1. Februar 1918   | Anadolu Hisarı İdman Yurdu | 0:1      |
| 06 | 8. März 1918      | Anadolu                    | 0:1      |
| 07 | 5. April 1918     | Süleymaniye                | 0:1      |
| 08 | 12. April 1918    | Fenerbahçe Istanbul        | 0:1      |
| 09 | 10. Mai 1918      | Altınordu İdman Yurdu      | 2:4      |